# Бугаевка (Дергачёвский район)
Бугаевка (укр. Бугаївка), село,
Токаревский сельский совет,
Дергачёвский район,
Харьковская область.
Код КОАТУУ — 6322082502. Население по переписи 2001 года составляет 1 (-/1 м/ж) человек.

## Географическое положение
Село Бугаевка находится на правом берегу реки Татарка, недалеко от её истоков, которая через 5,5 км впадает в реку Лопань (левый приток).
Выше по течению реки к селу примыкает село Кудиевка, ниже по течению примыкает село Токаревка.
На расстоянии в 5 км от села расположена железнодорожная станция Платформа 747 км, в 3-х км проходит автомобильная дорога М-20.

## История
- 1850 — дата основания.
- В 1940 году, перед ВОВ, в Бугаева было 32 двора.[1]

## Экономика
- Рядом с селом находится большая птице-товарная ферма.